# Assi Youcef
Assi Youcef è un comune dell'Algeria, situato nella provincia di Tizi Ouzou.